# KKnD (sê-ri trò chơi)

Logo KKnD trong phiên bản đầu tiên của dòng game

KKnD hay Krush, Kill 'n' Destroy là một dòng game chiến lược thời gian thực lấy bối cảnh hậu tận thế của hãng Beam Software. KKnD được phát hành vào năm 1997, trong khi phần tiếp theo là KKnD2: Krossfire được phát hành vào năm 1998. Đến cuối năm 1997, nhà sản xuất còn tung ra một phiên bản mở rộng của bản gốc với tên gọi KKnD Xtreme, bổ sung thêm những màn chơi và cải tiến mới. Trò chơi được tái phát hành trên GOG.com vào năm 2012. Tất cả các bản trong dòng game đều có phần chơi chiến dịch cho từng phe phái khác nhau qua mỗi phiên bản, bên cạnh tính năng nối mạng nhiều người chơi.

## Phiên bản
- KKnD (1997)
- KKnD Xtreme (1997)
- KKnD 2: Krossfire (1998)
- KKnD: Infiltrator (1999, spin-off, bị hủy bỏ)

## Cốt truyện
Năm 2079 cả thế giới chứng kiến việc thực hiện cơn ác mộng cuối cùng của nhân loại: một cuộc chiến tranh hạt nhân tổng lực đã hủy diệt một phần tư dân số thế giới gần như ngay lập tức. Cơ sở hạ tầng sụp đổ kèm theo loại virus gây đột biến lây lan bệnh tật cho người lẫn động vật. Hầu hết những người còn sống sót qua cuộc tấn công này (gọi chung là Survivors) đều sống dưới lòng đất. Số người không bị nhiễm virus gây đột biến và bụi phóng xạ hạt nhân (mà họ gọi là Evolved). Năm 2141 cư dân trú ẩn ngầm dưới đất đã tìm cách đào xuyên qua bề mặt, sau khi sống dưới lòng đất trong nhiều thập kỷ. Chẳng bao lâu sau, "Evolved" và "Survivors" đều gặp nhau. Cả hai bên cứ lao vào đánh lẫn nhau cho tới khi phe Survivors bị bao vây tại tổng hành dinh ngầm của họ. Cuộc chiến kết thúc trong bế tắc và cả hai phe quyết định rút quân để bù đắp tổn thất của họ trong 40 năm tiếp theo.
Survivors trở về căn cứ dưới lòng đất, đánh giá lại chiến lược của mình và cố gắng xác định lý do tại sao họ gần như bị xóa sổ bởi những "quái thú" này. Theo thời gian, họ tái hợp và xây dựng những loại vũ khí mới và tốt hơn với quyết tâm giành chiến thắng trong cuộc chiến trên bề mặt Trái Đất. Evolved thì rút về tận những vùng đất hoang vắng và lần lượt tự hỏi tại sao họ phải chịu đựng một tổn thất như thế này để chống lại "những kẻ địch xứng tầm". Hội đồng Evolved bèn hạ lệnh sử dụng công nghệ trước chiến tranh đã chọc tức các vị thần của họ, từ chối trao cho họ phần thắng như là sự trừng phạt. Kết quả là, phe Evolved cố tránh xa những cỗ máy trước chiến tranh và bắt đầu sử dụng các loài động vật bị đột biến để đưa vào chiến đấu chống quân thù.
Khi những thập niên dần trôi qua, bỗng dưng xuất hiện thêm một phe thứ ba: Series 9, các robot nông nghiệp đã phát triển sự tự nhận thức và bắt đầu xây dựng chủng loại vũ khí độc đáo của riêng của họ trong chiến tranh. Sau cuộc chiến năm 2079, binh đoàn robot nông nghiệp Series 9 đã nhận ra lý do cho sự tồn tại của họ bị quét sạch cùng với các loại cây trồng khô héo. Theo thời gian, một phần bộ phận bị hỏng hóc do sự trao đổi hạt nhân, họ bắt đầu trau dồi sự thù hận sâu đậm đối với con người. Series 9 tập trung đầu tiên vào sự hủy diệt của Series 5,6,7 và 8, Series 1-4 vốn đã bị xóa sổ vào năm 2079. Khi Series 9 sau đó chuyển sang tấn công phe Survivors và Evolved trong cuộc xung đột ban đầu của mình, họ nhanh chóng phát hiện ra rằng các chất hữu cơ chiếm hữu vũ khí lớn hơn nhiều so với các công cụ nông nghiệp của họ. Trong lúc cuộc chiến nổ ra trên bề mặt Trái Đất rồi về sau rơi vào im lặng trong vòng 40 năm, Series 9 đã bí mật phát triển loại vũ khí của riêng mình, để chuẩn bị cho những trận chiến ác liệt sắp tới đây với cả hai phe kia.

## Lối chơi
Lối chơi của dòng KKnD tương tự như các tựa game chiến thuật thời gian thực khác như Command & Conquer và StarCraft của hãng Westwood và Blizzard, mục tiêu chính của trò chơi là tiêu diệt tất cả các phe phái khác trong một màn chơi chơi cụ thể. Người chơi sẽ thực hiện thông qua việc quản lý nguồn tài nguyên là dầu mỏ dự trữ hoạt động như một nguồn năng lượng và duy trì căn cứ hoạt động, xây dựng các công trình, nâng cấp và mua lính, sau cùng đem quân đi tiêu diệt đối phương. Pháo đài và tháp canh có thể được sử dụng để bảo vệ căn cứ, ngoài ra người chơi còn có thể sử dụng các tính năng tự nhiên như vách đá hoặc các công trình bỏ hoang để hỗ trợ cho việc phòng thủ căn cứ của mình. Đặc biệt các đơn vị lính trong game khi tiêu diệt nhiều quân của đối phương thì vòng máu sẽ có màu đỏ, cực kỳ mạnh với khả năng tự hồi máu gần như vô đối.

## Phe phái
Trong KKnD và KKnD Xtreme, người chơi có thể lựa chọn một trong hai phe là "Survivors", con người với những công nghệ tiên tiến, hay "Evolved", những kẻ sống sót bị đột biến chịu ảnh hưởng từ các vụ nổ hạt nhân. Trong KKnD 2: Krossfire còn thêm vào một phe thứ ba gồm đội quân robot công nghệ tiên tiến gọi là "Series 9". Mỗi phe phái đều có sự lựa chọn đơn vị quân và khí tài, dù chúng có rơi vào những nhóm tương đương. Từng phe đều có những ưu thế của riêng mình: Evolved có thể hiến tế binh lính của mình tại một công trình được biết đến dưới tên gọi "The altar of the Scourge" (bàn thờ của Tai họa) để triệu hồi bầy quỷ dữ và bộ binh Series 9 không thể bị áp đảo với bất kỳ loại phương tiện nào, trao cho họ nhiều lợi thế hơn so với khí tài và dã thú của đối phương.
Như đã đề cập ở trên, phe Survivors chỉ dựa vào công nghệ tiên tiến trước chiến tranh như những cỗ máy dùng để giao chiến với đối phương trong khi Evolved chủ yếu sử dụng động vật bị đột biến thuần hóa để làm thú cưỡi của mình, chẳng hạn như các loài côn trùng khổng lồ, cua và voi mastodon. Evolved vẫn dựa vào một số loại máy móc như xe máy, xe tải quái vật và những chiếc ô tô khác trong cuộc chiến trên bề mặt Trái Đất vào năm 2141. Sau đó, trong KKnD 2: Krossfire, Evolved chỉ dựa trên mỗi các loài động vật, lấy từ nguồn tài nguyên đượcthu thập để làm chiến tranh, thuần hóa nhiều con thú khác nhau cho quân đội của mình.
Một số đơn vị quân đặc biệt cũng xuất hiện trong tất cả các phiên bản KKnD, thường nằm rải rác ở vài bản đồ chờ đợi cho người chơi tới kích hoạt chúng. Chúng nằm trong "những boong ke công nghệ cao" và bất cứ ai được đến boong ke đầu tiên, sẽ nhận được một robot trước chiến tranh đặc biệt có sức mạnh tuyệt vời cả về độ bền và hỏa lực, thường đánh bại bất cứ đơn vị đối phương duy nhất nào của bất kỳ phe phái nào trong trận đánh. Các đơn vị này không thể sửa chữa được, chính vì vậy đòi hỏi người chơi phải giữ gìn cẩn thận để tránh bị tiêu diệt trong chiến đấu. Trong KKnD 2: Krossfire, việc lựa chọn các đơn vị được tăng lên từ các đơn vị lục quân lên thành hai đơn vị không quân đặc biệt; một chiếc đĩa bay có khả năng tấn công mục tiêu dưới đất và một loại máy bay dropship cực kỳ nhanh chóng và di động.